# 동평군
동평군 이항(東平君 李杭, 1660년 음력 4월 8일 ~ 1701년 음력 11월 8일)은 조선의 왕족이자, 시인 겸 서예가이다.능양군의 다섯째 아들인 숭선군의 장남이다.

## 개요
성은 이(李), 본관은 전주(全州), 휘는 항(杭), 자는 제보(濟甫), 호는 존오당(存吾堂)이다. 인조와 귀인 조씨의 아들인 숭선군의 장남이다.
당조카인 숙종의 총애를 받았으며 희빈 장씨 또한 총애하였다. 정치적으로는 남인이었으며, 무고의 옥 당시 희빈 장씨의 오빠인 장희재 등과 연통하여 역모를 꾀했다는 고변을 받고 사사되었다. 동평군의 아내 박씨 또한 연좌되어 노비가 되었으나, 두 아들 반양도정과 반릉군은 연좌율을 적용하지 말라는 숙종의 명으로 면죄되었다.

## 생애
숭선군의 장남으로 1660년(현종 1) 5월 16일(음력 4월 8일) 출생하였다. 처음에는 동평정(東平正)에 제수받고, 1680년(숙종 6) 21세에 현록대부 보사원종공신 1등에 책록되었다.
1687년(숙종 13) 6월 4일 27세 때에 숙종의 특명으로 혜민서 제조(惠民署提調)로 임명되어 가난한 백성을 구제하는 사업에 앞장섰고, 특히 문장이 출중하여 인조의 계비 장렬왕후 조씨의 사책관으로 국상 중에 왕후의 행장을 써 뛰어난 문장력을 인정받기도 하였다. 동평군의 혜민서 제조 관직 제수는 규정에 없는 일이라 하여 조정의 반발을 일으켰고 김구, 이단하 등이 임명을 철회할 것을 거듭 아뢰었다. 1688년(숙종 14) 박세채가 다시 차자를 올려 동평군을 파직하고 다른 종친과 비슷하게 대하라고 간하였다. 이에 숙종은 동평군이 인조의 친손자로 조금 후하게 대한다 해도 이상한 일이 아닌데 종척 사이에 시기하고 모함하려 한다며 분노하며 종친을 조사하여 죄를 정하기 전에는 숭선군, 낙선군, 동평군과 그 아우인 동성정 외에는 문안을 들지 못하게 하였다. 또한 박세채의 관직을 체차시키고 박세채를 변호한 남구만과 여성제를 위리안치시켰다. 이때 동평군의 친척인 조사석 또한 박세채를 변호하다 숙종의 노여움을 사 사직하였다.
1689년(숙종 15년) 29세 때부터는 숙종의 각별한 신임을 얻어 중국에 동지사의 정사(正使) 및 사은사(謝恩使)의 정사로 세 차례나 다녀오는 등 사신으로서 막중한 임무를 성공적으로 수행하고, 외교에도 탁월한 능력을 발휘하였다.
1690년(숙종 16년), 동평군은 아버지 숭선군이 죽으면서 도성과 멀리 떨어진 공주에 묻어 달라는 유언을 받들어 묘역 작업을 하던 중에 숙종이 평소 동평군을 편애하는 것을 투기하고 있던 조정 대신들이 이기양(李基陽)을 시켜 가옥 수백호를 철거하고 자신의 아버지 묘를 옮기는 행패를 부린다는 상소를 하여 작업이 중단되었다. 동평군이 신문고를 울려 숙종에게 호소하자 임금은 경조(京兆)에 명하여 낭관(郞官)을 시켜 은밀히 현장에 보내어 조사 보고토록 한 결과 모두 거짓으로 판명되어 이기양을 비롯한 관련자들을 모두 체포하여 귀양을 보내고 숭선군 묘역 일대를 숭선군 가문의 사패지로 하사하였다.
간신들의 끊임없는 투기와 모함을 받았으며, 급기야 장희빈의 오라비인 장희재에게 집에서 부리던 종을 첩으로 보내어 역모를 꾀했다는 누명을 쓰고, 1701년(숙종 27) 12월 7일(음력 11월 8일) 절도(絶島)의 귀양지에서 향년 42세에 사사되었다. 그러나 숙종은 간신들의 성화에 못이겨 사약을 내렸지만 평소 신임하고 아끼던 종숙(당숙)이라 전례를 깨뜨리고 동평군의 아들인 반양도정과 반릉군에게는 연좌율을 적용하지 말라는 특명을 내려 멸문지화를 면하게 하였다.
동평군이 사사되자 조성하고 있던 숭선군 묘역 작업이 중단되어 현재도 신도비 비신은 찾을 길 없고 좌대만 있을 뿐이다. 죽음을 눈앞에 두고 이불자락에 "나는 원통함을 안고 땅속에 들어가기는 하지만 황천과 일월이 나의 무죄함을 비추어 줄 것이며 후세에 군자가 있으면 이것을 알 것이다"라는 유언을 남겼다. 이 자료는 현재 종가에서 소장하고 있다.
1864년(고종 1년) 7월 10일에 신원 복작되었다.

## 저서
동평군은 시와 글씨에 능하여 중국 진(晉)·당(唐)의 여러 서체를 두루 익혔으며, 현재 문집이 종가에 남아 있다. 서울특별시 은평구 역촌동에 있는 인조별서비(仁祖別墅碑)와 창빈안씨신도비 등에 글씨가 남아 있다.

## 가족 관계
| - 조부 : 인조(仁祖, 1595~1649) - 조모 : 귀인 조씨(貴人 趙氏, ?~ 1651) - 김자점의 옥사에 연루되어 사사됨 - 아버지 : 숭선군(崇善君, 1639 ~ 1690) - 외조부 : 신익전(申翊全, 1605 ~ 1660) - 외조모 : 조수임(趙壽任, 1607 ~ 1661) - 장렬왕후의 큰언니 - 어머니 : 영풍군부인(永豊郡夫人) 평산 신씨(平山 申氏, 1639 ~ 1692) - 누나 : 이효순(李孝順, 1659 ~ ?) - 여동생 : 이철순(李哲順, 1661 ~ ?) - 여동생 : 이희순(李喜順, 1663 ~ ?) - 남동생 : 동성도정(東城都正) 이강(李棡) - 여동생 : 이종순(李終順, 1667 ~ ?) | - 부인 : 군부인(郡夫人) 박혜(朴蕙, 1659 ~ 1727) - 박세장(朴世樟)의 딸 - 장남 : 반양도정(潘陽都正) 이소(李炤, 1686 ~ 1739) - 차남 : 반릉군(潘陵君) 이현(李炫, 1693 ~ 1713) - 장녀 : 윤경구(尹敬龜)의 처 이씨 |

## 관련 작품

### 드라마
- 《장희빈》 (MBC, 1981년~1982년, 배우:김용건)
- 《인현왕후》 (MBC, 1988년~1988년, 배우:임정하) 조선왕조 500년 시리즈
- 《장희빈》 (SBS, 1995년, 배우:최상훈)
- 《장희빈》 (KBS, 2002년~2003년, 배우:유인촌)
- 《장옥정 사랑에 살다》 (SBS, 2013년, 배우:이상엽, 곽동연)

## 참조
1. ↑  《조선왕조실록》 숙종 18권, 13년(1687 정묘 / 청 강희(康熙) 26년) 6월 2일(무신) 1번째기사
2. ↑  《조선왕조실록》 숙종 18권, 13년(1687 정묘 / 청 강희(康熙) 26년) 6월 4일(경술) 2번째기사
3. ↑  《조선왕조실록》 숙종 18권, 13년(1687 정묘 / 청 강희(康熙) 26년) 6월 13일(기미) 3번째기사
4. ↑  《조선왕조실록》 숙종 19권, 14년(1688 무진 / 청 강희(康熙) 27년) 7월 13일(계미) 1번째기사
5. ↑  《조선왕조실록》 숙종 19권, 14년(1688 무진 / 청 강희(康熙) 27년) 7월 14일(갑신) 1번째기사
6. ↑  《명재유고》 제11권 서(書)
7. ↑  조사석 - 한국민족문화대백과사전
8. ↑  《조선왕조실록》 고종 1권, 1년(1864 갑자 / 청 동치(同治) 3년) 7월 11일(기유) 4번째기사